# فهد بن جافور
فهد بن جافور العازمي، شاعر نبطي. وهو من كبار شعراء الكويت. ولد الشاعر في قرية الفنطاس والتي تقع جنوب مدينة الكويت في عام 1868. وتوفي في عام 1975 م، ويتميز شعره بالسلاسة والسهولة والجزالة.
وتعددت أغراضه الشعرية من غزل وحكم ومواعض والغاز ورديات كثيره. مما يدل على غزارة فكره الأدبي والشعري.
وهذه بعض قصائده الرائعة:
في الغزل:
في الفخر: